# Abd al-Rahman al-Jabarti

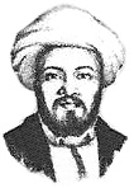
Abd al-Rahman al-Jabarti, erudito y cronista musulmán egipcio de origen Arabian.

Abd al-Rahman al-Jabarti (1753-1825) (en árabe: عبد الرحمن الجبرتي‎), nombre completo: Abd al-Rahman bin Hasan bin Burhan al-Din al-Jabarti (en árabe: عبد الرحمن بن حسن بن برهان الدين الجبرتي‎), conocido a menudo simplemente como Al-Jabarti, fue un erudito y cronista musulmán egipcio de origen Arabian que vivió la mayor parte de su vida en El Cairo. Cronista de la invasión de Napoleón de Egipto (en Aja'ib al-athar fi al-tarajim wal-akhbar, عجائب الاَثار في التراجم والاخبار), fue uno de los primeros intelectuales de Oriente que, aun sin abandonar cierta actitud condescendiente, valoró los avances de Occidente.

## La crónica de la invasión de Egipto por Napoleón
En su crónica describe la campaña de Napoleón en Egipto como «el comienzo de una serie de grandes desgracias». Entre otras cosas habló de los usos de los franceses que calificó de bárbaros y de mal gusto. «Sus mujeres no llevan velo, y carecen de modestia» y los hombres «tienen relaciones con cualquier mujer que les guste y viceversa», escribió. También se burló de sus sombreros, de su costumbre de orinar en público y de que usaran papel higiénico. Asimismo, menospreció la pretensión de Napoleón Bonaparte de presentarse como un protector del islam, y consideró como hostil a éste la afirmación de que «todas las personas son iguales a los ojos de Dios». «Eso es una mentira, es ignorancia, y estupidez. ¿Cómo puede ser así cuando Dios ha hecho a algunos superiores a otros?», escribió indignado.
Sin embargo, Al-Jabarti, educado en la mezquita de al-Azhar, quedó impresionado cuando visitó el Institut d'Égypte, especialmente por su biblioteca donde «quienquiera que desee consultar algo en un libro solicita los volúmenes que quiera y el bibliotecario se los entrega» y «en todo momento guardan silencio y nadie molesta a su vecino». Le sorprendió encontrar allí una biografía de Mahoma y le escandalizó que hubiera un ejemplar del «glorioso Corán» «traducido en su idioma», pero reconoció que los intelectuales que habían acompañado a Napoleón y que trabajaban allí, «tienen un gran interés por las ciencias, principalmente por las matemáticas y conocimiento de los idiomas, y hacen grandes esfuerzos para aprender la lengua árabe y el lenguaje coloquial» —y algunos incluso «se saben de memoria capítulos del Corán»—. También le impresionó la organización del ejército napoleónico, y la nueva forma política del Estado-nación, cuyos valores y principios, sin embargo, nunca llegó a comprender, como cuando afirmó que «su término "libertad" significa que no son esclavos como los mamelucos».